# Anthony John Valentine Obinna
Anthony John Valentine Obinna (Emekukwu-Imo, 26 de julio de 1946) es un arzobispo católico nigeriano, actualmente es el arzobispo de Owerri.

## Biografía
Nacido el 1946 en Emekukwu, el 9 de abril de 1972 fue ordenado sacerdote y fue incardinado en el clero de la diócesis Owerri. Elegido obispo de Owerri el 1 de julio de 1993, fue consagrado por el arzobispo Carlo Maria Viganò el 4 de septiembre del mismo año.
El 26 de marzo de 1994, el papa Juan Pablo II elevó Owerri a archidiócesis y monseñor Obinna se tornó en el primer arzobispo metropolitano.